# Hapalotis
Hapalotis là một chi bướm đêm thuộc họ Noctuidae.